# Matteo Becucci

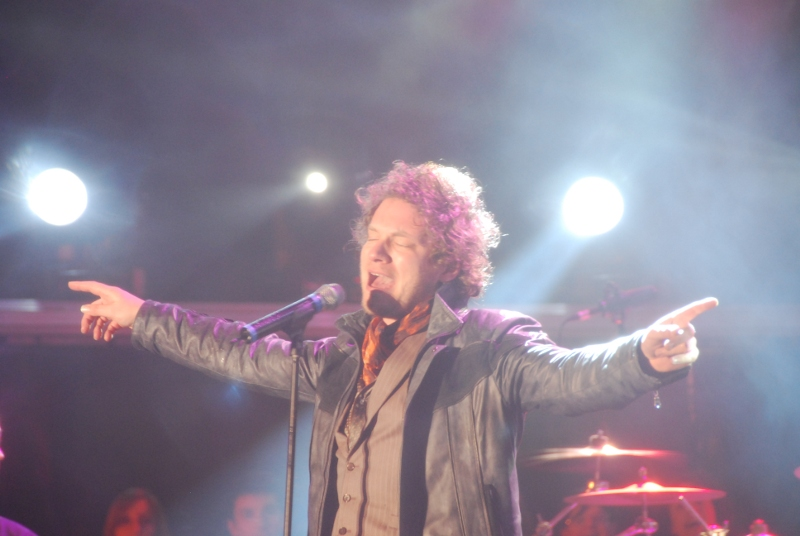
Auftritt des Sängers 2009

Matteo Becucci (* 4. August 1970 in Livorno) ist ein italienischer Popsänger, der durch seinen Sieg bei der zweiten Ausgabe der Castingshow X Factor bekannt wurde.

## Werdegang
Schon in seiner Jugend war Becucci in verschiedenen Musikgruppen aktiv und 2003 veröffentlichte er sein erstes Album Liberi di mente. Mit 37 Jahren bewarb er sich erfolgreich bei der Castingshow X Factor, wo er von Juror Morgan betreut wurde. Im Finale konnte der Sänger sich knapp gegen The Bastard Sons of Dioniso durchsetzen und einen Plattenvertrag mit Sony Music gewinnen. Gleich im Anschluss an die Show erschien seine erste EP Impossibile. Im Oktober des Jahres folgte das Album Cioccolato amaro e caffè, das wie die EP eine Reihe von Coverversionen enthielt, aber nur mäßig erfolgreich war.
In einer italienischen Inszenierung des Musicals Jesus Christ Superstar spielte Becucci 2010 die Rolle des Judas Iskariot. 2011 veröffentlichte er das selbstbetitelte Album Matteo Becucci, das jedoch wieder kaum Beachtung fand, wie auch das folgende Album Tutti quanti Mery (2014).

## Diskografie
Alben und EPs
- Liberi di mente (2003)

| Jahr | Titel                    | Höchstplatzierung, Gesamtwochen, AuszeichnungChartsChartplatzierungen (Jahr, Titel, Platzierungen, Wochen, Auszeichnungen, Anmerkungen) | Anmerkungen |
| Jahr | Titel                    | IT | Anmerkungen |
| ---- | ------------------------ | --- | ----------- |
| 2009 | Impossibile              | IT5 (9 Wo.)IT | EP          |
| 2009 | Cioccolato amaro e caffè | IT27 (5 Wo.)IT |             |
| 2011 | Matteo Becucci           | IT57 (1 Wo.)IT |             |

- Tutti quanti Mery (2014)

Lieder

| Jahr | Titel Album                         | Höchstplatzierung, Gesamtwochen, AuszeichnungChartsChartplatzierungen (Jahr, Titel, Album, Platzierungen, Wochen, Auszeichnungen, Anmerkungen) | Anmerkungen                                          |
| Jahr | Titel Album                         | IT | Anmerkungen                                          |
| ---- | ----------------------------------- | --- | ---------------------------------------------------- |
| 2009 | Ancora, ancora, ancora Impossibile  | IT32 (3 Wo.)IT | Coverversion, Original von Mina                      |
| 2009 | The Power of Love Impossibile       | IT9 (4 Wo.)IT | Coverversion, Original von Frankie Goes to Hollywood |
| 2009 | Sei bellissima Impossibile          | IT33 (1 Wo.)IT | Coverversion, Original von Loredana Bertè            |
| 2009 | Un nuovo amico                      | IT11 (1 Wo.)IT | Coverversion, Original von Riccardo Cocciante        |
| 2009 | Stairway to Heaven                  | IT28 (1 Wo.)IT | Coverversion, Original von Led Zeppelin              |
| 2009 | Impossibile                         | IT2 (3 Wo.)IT |                                                      |
| 2009 | Somebody to Love                    | IT22 (1 Wo.)IT | Coverversion, Original von Queen                     |
| 2009 | Ti troverò Cioccolato amaro e caffè | IT26 (1 Wo.)IT | Cover von I Didn’t Know (Ph.D.)                      |

- Cioccolato amaro e caffè (2010)
- Sei unica (2010)
- La cucina giapponese (2011)
- Fare a meno di te (2011)
- Era di maggio (2012)
- Fammi dormire (2013)
- L’onda del destino (feat. Capitan America; 2014)
- Mery (2014)
- L’elefante (2015)

## Belege
1. 1 2  Biografia di Matteo Becucci. In: Rockol.it. Abgerufen am 8. Juli 2016 (italienisch).
2. ↑  Alben von Matteo Becucci. In: Italiancharts.com. Hung Medien, abgerufen am 8. Juli 2016.
3. ↑  Guido Racca & Chartitalia: Top 100 FIMI Singoli. Lulu, 2013, S. 69.

| Personendaten    | Personendaten           |
| ---------------- | ----------------------- |
| NAME             | Becucci, Matteo         |
| KURZBESCHREIBUNG | italienischer Popsänger |
| GEBURTSDATUM     | 4. August 1970          |
| GEBURTSORT       | Livorno                 |